# Thomas Carlyle
Pour les articles homonymes, voir Carlyle.
Thomas Carlyle, né le 4 décembre 1795 à Ecclefechan (Eaglais Fheichein en gaélique écossais), dans le comté de Dumfries et Galloway, et mort le 5 février 1881 à Chelsea à Londres, est un écrivain, satiriste et historien écossais, dont le travail eut une très forte influence durant l'époque victorienne.

## Biographie
Originaire d'une famille calviniste stricte, Carlyle abandonne ses études de médecine pour devenir, à la demande de son père et de son grand-père, pasteur. C'est lors de ses années à l'Université d'Édimbourg qu'il perd la foi. Il conserve cependant tout au long de sa vie les valeurs que lui ont inculquées ses parents. Cette synthèse d'un tempérament religieux et d'une foi chrétienne perdue contribue à rendre le travail de Carlyle — comme en France celui de Renan — intéressant aux yeux de nombre de ses contemporains, qui à l'époque sont aux prises avec des changements scientifiques et politiques menaçant l'ordre social établi.
En 1837, il publia l'Histoire de la Révolution française, une œuvre littéraire et historique de grande qualité qui eut une influence profonde et durable sur la culture anglaise. Son ouvrage innovait en faisant du peuple de Paris et non plus des élites révolutionnaires le seul et véritable acteur de la Révolution française ; bien que différente de celle de Burke par sa condamnation de la société d'Ancien régime, sa critique de la Révolution française vise à susciter chez son lecteur un profond dégoût à l'égard de cet événement historique ; la mise en avant des images de la foule sanguinaire, la description des scènes d'horreur provoquées par la populace visent à alerter sur les dangers d'un nouveau sans-culottisme.
Il a écrit : « La véritable Université, de nos jours, c'est une collection de livres » (dans Héros et culte des héros).
Carlyle est connu également pour un pamphlet raciste, « An Occasional Discourse on the Negro Question » (« -- on the Nigger Question » dans une seconde édition) dans lequel il défendait l'esclavage et la domination de l'homme noir par l'homme blanc ; écrit qui l'a largement discrédité, y compris parmi ses proches. C'est dans ce pamphlet qu'il appelle l’économie « la science lugubre » (« the dismal science »), en ce qu'elle représente les êtres humains comme indépendants et pas tenus aux hiérarchies sociales (et raciales) traditionnelles.

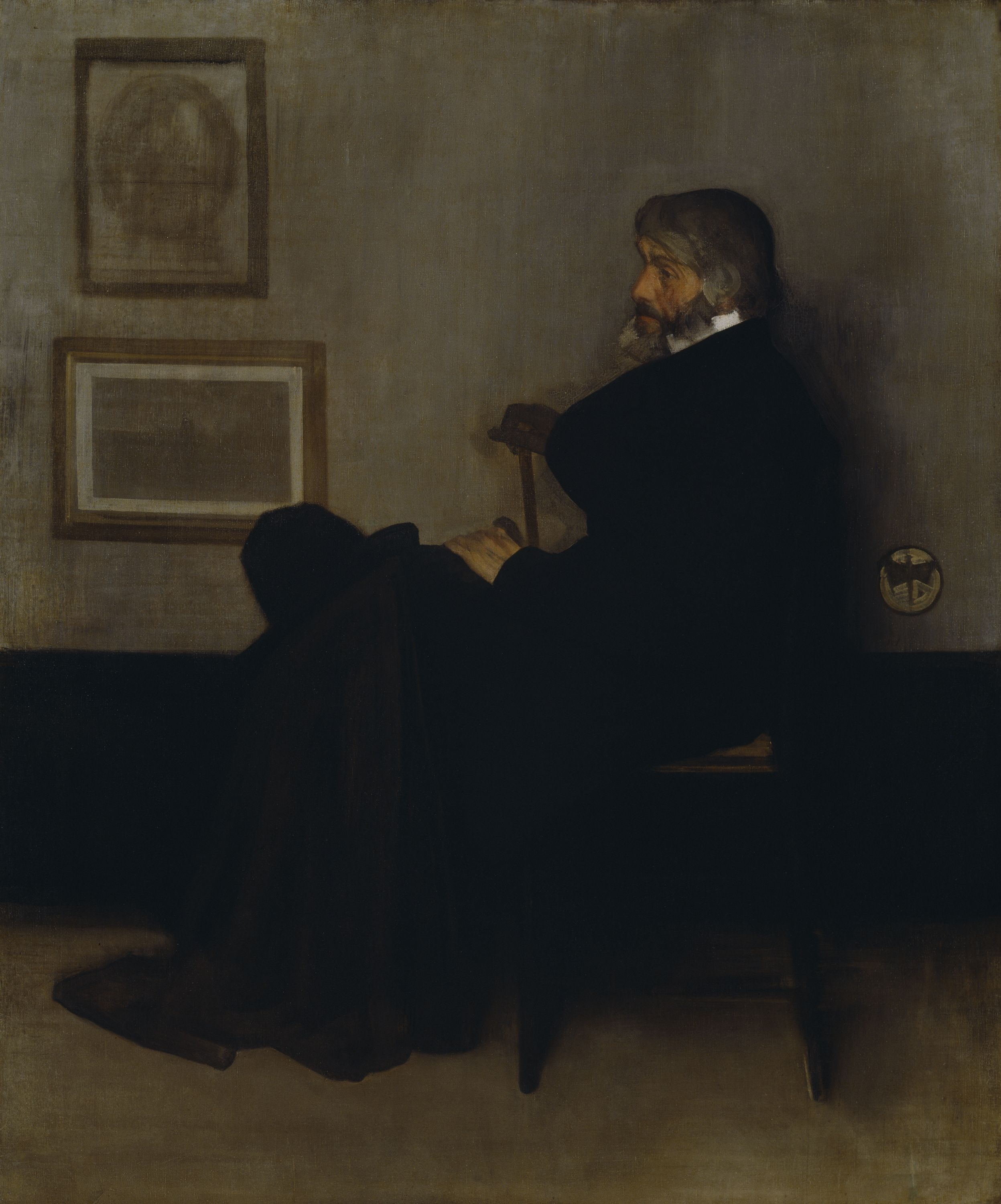
Arrangement in Grey and Black, No. 2: Portrait of Thomas Carlyle,
Whistler, 1872-1873,
Glasgow, Kelvingrove Museum.

Carlyle a vu dans l'atelier du peintre impressionniste d'origine américaine James McNeill Whistler, qui vivait près de chez lui, le portrait de la mère de l'artiste, aujourd'hui au Musée d'Orsay à Paris. Il lui a demandé alors de peindre son portrait. Il y est représenté de profil sur un fond uni. Whistler a choisi de donner au tableau un titre abstrait. Son point de vue est clair : grâce à son art, le peintre peut transformer même la personnalité la plus éminente en une étude de forme et de texture. Le portrait est remarquable par sa représentation sympathique de l'homme âgé – Carlyle avait 78 ans. Dans son journal, au cours de ses séances chez Whistler, Carlyle notait : « De plus en plus mornes, stériles, vils et laids me semblent tous les aspects de ce pauvre monde de charlatan en déclin ». Le tableau de Whistler a été acheté directement à l'artiste par la ville de Glasgow en 1891 .

## Théorie du grand homme
Selon René Daval, Thomas Carlyle veut prouver par sa théorie du grand homme, que les grands hommes doivent apporter le bien afin que les hommes puissent triompher sur le matérialisme, le goût pour le confort et la soif de profits, car ces concepts les étouffent et les rendent méprisables. Le grand homme le serait car, selon Carlyle : « (il) doit se faire le trait d’union entre (les hommes) et le monde invisible et sacré ».
Si le grand homme est perçu comme un dieu, son rôle sera surtout culturel, car il agit sur les esprits, la langue et les institutions de son peuple. Par exemple, Napoléon peut apparaître comme celui qui a fait passer dans les institutions certains idéaux de la Révolution française. Carlyle estime également que: « l’Histoire du monde n’est rien d’autre que la biographie des grands hommes ». 
Il voit dans la figure du roi, le grand homme le plus important de tous. Il regroupe à lui seul toutes les figures de l’héroïsme: il est prêtre, il est maitre et possède toutes les qualités terrestres et spirituelles pour régner. Cependant, il estime que ces idéaux ne peuvent jamais être incarnés dans la réalité concrète. L’humanité devrait se contenter de grands hommes qui ne possèdent pas toutes les qualités que l’idéal exige.

## Philosophie de l'histoire
Selon René Daval, la philosophie de l'histoire pour Thomas Carlyle, consiste pour l’homme d’être libre de ses actions et de reconnaitre l’existence du divin. Également, si les civilisations se succèdent, cela serait à cause du fait que les civilisations ignorent de plus en plus l’existence du divin.
Dans son livre Histoire de la Révolution française, Carlyle explique que les personnes ayant joué le rôle principal, ce ne sont ni les orateurs des assemblées, ni les ministres, mais les masses de gens anonymes. Il estime également que la Révolution française devait avoir lieu, car un bien en est né : la vie de l’homme ne reposait plus sur le mensonge, mais sur le réel et la vérité. Cette déclaration rentre en contradiction avec son admiration pour la figure du roi.

## Distinctions
- Pour le Mérite

## Œuvres

### Essais & romans
- Novalis, 1829
  - trad. fr. Étude sur Novalis, Stalker Éditeur, 2008.
- Les héros [« On Heroes and Hero Worship and the Heroic in History »] (trad. de l'anglais par François Rosso), Paris, Maisonneuve & Larose, coll. « Les trésors retrouvés de la Revue des deux mondes », 1841 (réimpr. 1998), 317 p. (ISBN 2-7068-1321-0, lire en ligne)
- Signs of the Times, 1829 Lire en ligne
- Sartor Resartus (en) (ou La philosophie du vêtement), 1831
  - trad. fr. Aubier/Montaigne, 486 p., 1958 Lire en ligne
- The French Revolution : A History, 1837 Lire en ligne
- Past and Present, 1843 Lire en ligne
  - trad. fr. Cathédrales d'autrefois et usines d'aujourd'hui, Archives Karéline, 503 p., 2010  (ISBN 978-2357480599)
    - trad. fr. Camille Bos revue par Thibaut Matrat, prés. Thibaut Matrat, Passé et présent, Paris, Les Belles Lettres, coll. "Classiques favoris", 336 p., 2023  (ISBN 978-2251454894)
- Oliver Cromwell's letters and speeches, with elucidations, publié par Thomas Carlyle, 3 vol., 1845 Lire en ligne (autre version, également en ligne)
  - John Morrill, Textualizing and Contextualizing Cromwell, in Historical Journal, 1990 no 33/3, p. 629-639 ISSN 0018-246X (disponible sur Jstor). Ce texte étudie les éditions d'Abbott et de Carlyle.
- An Occasional Discourse on the Nigger Question, 1849 Lire en ligne
- Latter-Day Pamphlets, 1850 Lire en ligne
- The Life Of John Sterling, 1851 Lire en ligne
- History of Friedrich II of Prussia, 1858 Lire en ligne
- Les premiers rois de Norvège, 1875
  - trad. fr. Thierry Gillyboeuf, Éditions du Félin, coll. "Félin poche", 210 p., 2013  (ISBN 978-2866457693)
- Nouveaux Essais choisis de critique et de morale du genre biographique
  - trad. fr. Barthélemy Edmond, 2e éd., Paris, Mercure de France, 1909.
- Le Comte de Cagliostro, texte français de George A. Garnier. Egloff, Fribourg, 1945.

### Correspondance
- Correspondance Goethe-Carlyle, trad. fr. Georges Khnopff, éd. Charles Eliot Norton, Paris, Librairie française, 186 p., 1921 ; rééd. Éditions du Sandre, 2005, 183 p., 22 cm,  (ISBN 978-2914958226) -  (ISBN 2-91495-822-6).